# Nicolae Bolcaș
Nicolae Bolcaș (n. 1882, Remetea, România – d. 4 aprilie 1919, Lunca, Bihor, România) a fost un deputat în Marea Adunare Națională de la Alba Iulia, organismul legislativ reprezentativ al „tuturor românilor din Transilvania, Banat și Țara Ungurească”, cel care a adoptat hotărârea privind Unirea Transilvaniei cu România, la 1 decembrie 1918.:p.100

## Biografie
Nicolae Bolcaș a fost avocat. A studiat liceul la Beiuș, iar mai apoi Academia de Drept din Cluj. După ce și-a finalizat studiile, Nicolae Bolcaș a deschis în 1912 un birou de avocatură în Beiuș. În timpul în care a fost student, dar și în timpul stagiaturii sale ca avocat, a participat la mișcările naționale și la campaniile electorale din zona Beiuș – Vașcău. A participat la luptele din Primul Război Mondial. Acesta a fost ucis de către elemente maghiare care s-au împotrivit Unirii. Nicolae Bolcaș a fost arestat, deoarece era cunoscut pentru activitatea lui anti-maghiară. El a refuzat să părăsească Beiușul. A fost transportat cu trenul pe ruta Beiuș-Vașcău, alături de Ioan Ciordaș, până în satul Lunca, situat la cca 25 km de Beiuș, unde aceștia au fost torturați, executați și aruncați laolaltă într-o groapă comună, pe malul Vărzariului, un afluent al Crișului Negru.

## Activitatea politică

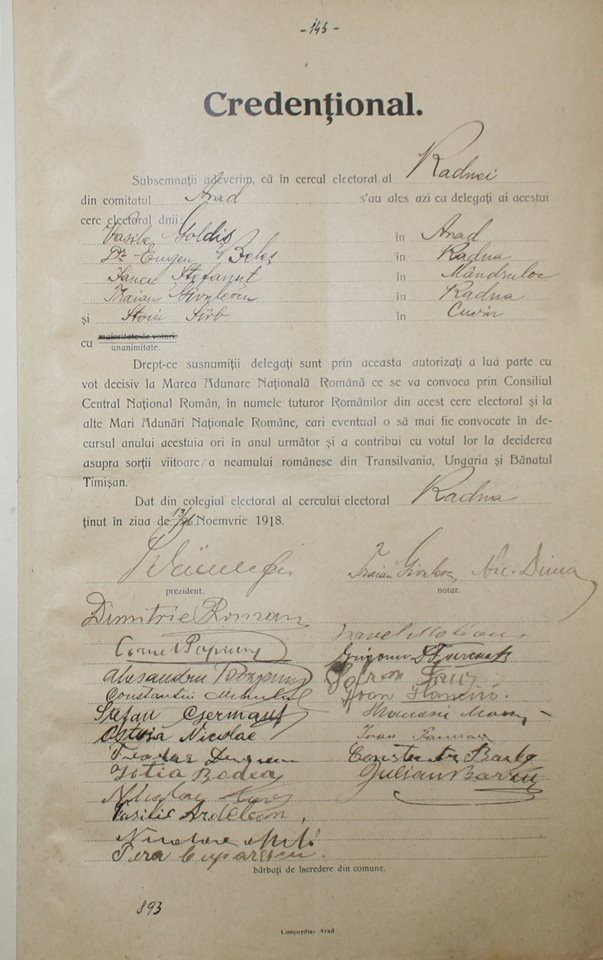
Credențional

A fost ales delegat al Reuniunii de cântări „Lyra” din Beiuș la Marea Adunare Națională de la Alba-Iulia, unde a votat unirea Ardealului cu România, la 1 decembrie 1918.